# Сасквеганна Тауншип (округ Лайкомінг, Пенсільванія)
Сасквеганна Тауншип (англ. Susquehanna Township) — селище (англ. township) в США, в окрузі Лайкомінг штату Пенсільванія. Населення — 968 осіб (2020).

## Демографія
Згідно з переписом 2010 року, у селищі мешкало 1000 осіб у 415 домогосподарствах у складі 304 родин. Було 450 помешкань
Расовий склад населення:
| - 97,7 % — білих - 0,6 % — азіатів - 0,5 % — чорних або афроамериканців |

До двох чи більше рас належало 1,1 %. Частка іспаномовних становила 0,8 % від усіх жителів.
За віковим діапазоном населення розподілялося таким чином: 20,0 % — особи молодші 18 років, 58,2 % — особи у віці 18—64 років, 21,8 % — особи у віці 65 років та старші. Медіана віку мешканця становила 46,8 року. На 100 осіб жіночої статі у селищі припадало 99,6 чоловіків;  на 100 жінок у віці від 18 років та старших — 98,5 чоловіків також старших 18 років.
Середній дохід на одне домашнє господарство  становив 51 406 доларів США (медіана — 41 397), а середній дохід на одну сім'ю — 58 637 доларів (медіана — 49 375). Медіана доходів становила 41 500 доларів для чоловіків та 32 969 доларів для жінок. За межею бідності перебувало 12,6 % осіб, у тому числі 20,5 % дітей у віці до 18 років та 8,8 % осіб у віці 65 років та старших.
Цивільне працевлаштоване населення становило 411 осіб. Основні галузі зайнятості: освіта, охорона здоров'я та соціальна допомога — 23,8 %, роздрібна торгівля — 13,1 %, виробництво — 12,9 %.